# Teuthras

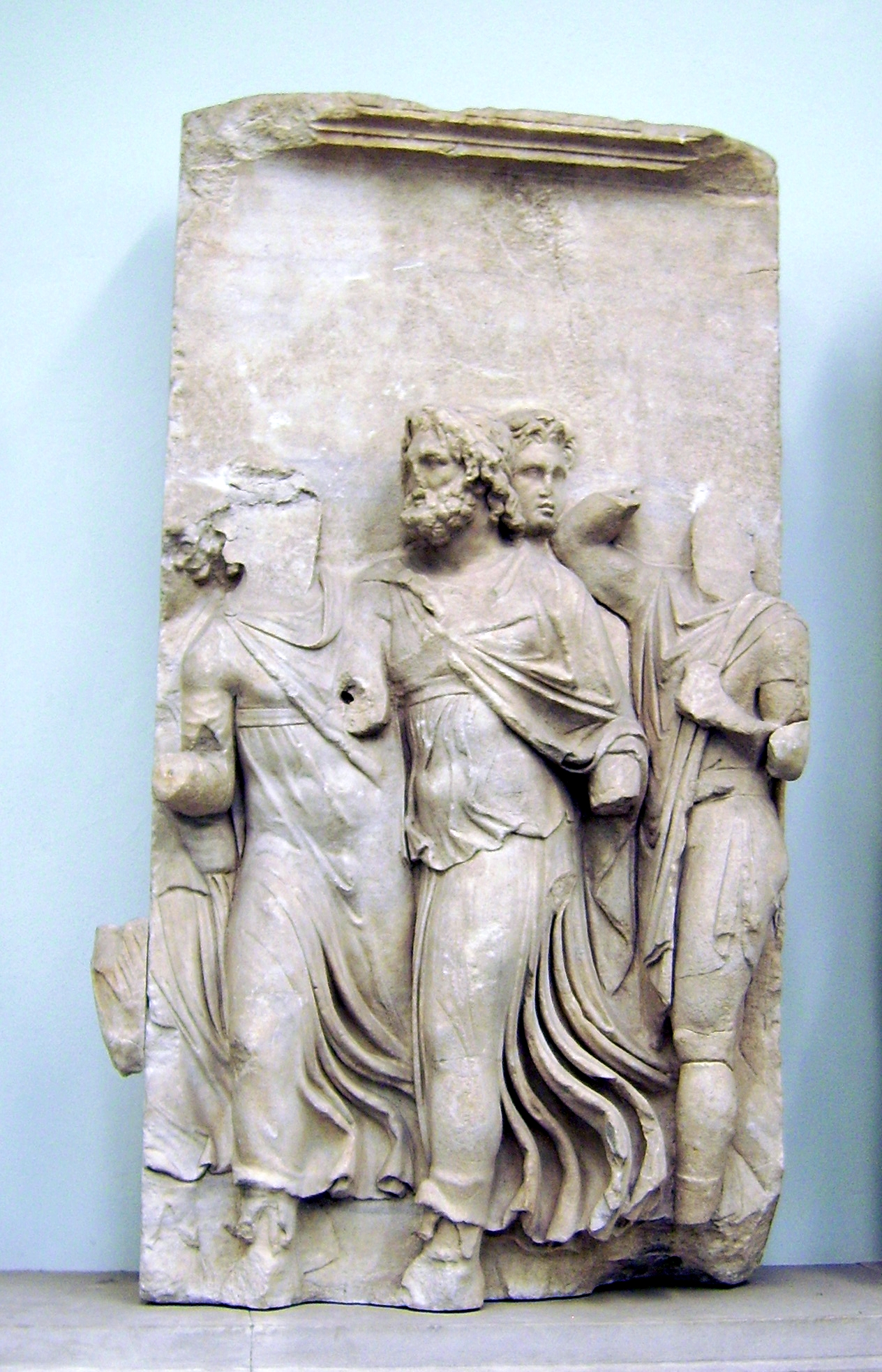
Teuthras en compagnie de sa fille adoptive Augé, panneau 10 de la frise de Télèphe du Grand autel de Pergame, Pergamonmuseum (Berlin)

Dans la mythologie grecque, Teuthras (en grec ancien Tευθρας / Teuthras ou Tευθρανoς / Teuthranos) était roi de Teuthranie, région de Mysie en Asie Mineure. Selon certains mythographes, Teuthras est le fils de Pandion, roi d'Athènes, et le père de Thespios et père adoptif de Télèphe[réf. à confirmer] ou de Midios et d'Argé.

## Légende
Chez Plutarque, Teuthras apparait dans une histoire de chasse au sanglier : Teuthras abat l'animal qui était protégé par Artémis, et pour échapper à la colère de la déesse, il est condamné à présenter une importante offrande aux dieux. 
Teuthras est le père de cinquante filles, qui sont toutes épousées par Héraclès ; selon la légende, le héros s'unit à elles toutes en une nuit. Ces cinquante filles de Teuthras, appelées « Thespiades Teuthrantia », mettront au monde un enfant mâle. Certains mythographes désignent aussi Teuthras, beau-père d'Héraclès, sous le nom de Thespius[réf. à confirmer],.

### Augé et Télèphe
Différentes traditions contradictoires évoquent son rôle dans le mythe de Télèphe[réf. à confirmer].
Il recueille Augé, fille d'Aléos, roi de Tégée en Arcadie, chassée par son père. En effet, elle était tombée enceinte des œuvres d'Héraclès ; Aléos la livre alors à Nauplios, avec ordre de la noyer. Sur la route de Nauplie, elle accouche d'un fils, sur le mont Parthénion selon les uns, au temple d'Athéna, dont elle était prêtresse, selon les autres. Selon Diodore, Nauplios l'épargne et la vend à des marchands qui la revendent à Teuthras, tandis que son fils Télèphe reste en Arcadie. 
Selon Hécatée de Milet et Strabon qui se réfère à Euripide, Aléos jette à la mer Augé enfermée dans un coffre, avec son fils nouveau-né. Athéna récupère le coffre à l'embouchure du Caïque, et Teuthras épouse Augé et adopte Télèphe. Hygin rapporte la même histoire mais Teuthras y recueille Augé comme sa propre fille.
Idas, fils d'Apharée, envahit la Mysie, ce qui oblige Teuthras à offrir la couronne et sa fille Augé à celui qui repoussera ses adversaires. Télèphe sera de ceux qui réussiront à chasser les ennemis, et, en récompense, récoltera la couronne promise de Mysie, la gloire et la fille adoptive Augé,,.
Parvenu à l'âge adulte, Télèphe désire connaître sa mère : il consulte l'oracle de Delphes, et apprend qu'il doit se rendre chez Teuthras. Reçu avec beaucoup d'égards, il retrouve sa mère. En apprenant que Télèphe a pour père Héraclès, Teuthras lui donne sa fille Argiope en mariage et le désigne comme son successeur sur le trône de Mysie. Hygin affirme que la princesse Augé est une fille du roi Teuthras, qui la promet à Télèphe. Télèphe, après sa victoire, et au moment d'épouser Augé, reconnaît sa mère, et la ramène dans sa patrie[réf. à confirmer].
Teuthras est tué par Ajax fils de Télamon au cours d'une expédition organisée pour prélever des contributions auprès du peuple[réf. à confirmer].